# Dipșa
Dipșa – wieś w Rumunii, w okręgu Bistrița-Năsăud, w gminie Galații Bistriței. W 2011 roku liczyła 780 mieszkańców.